# Івченко Лідія Леонідівна
Лі́дія Леоні́дівна І́вченко (рос. Лидия Леонидовна Ивченко; нар. 25 грудня 1956) — російський історик. Дослідниця епохи франко-російської війни 1812 року та Наполеонівських війн. Кандидат історичник наук (2005).

## Біографія
1981 року закінчила історичний факультет Московського державного педагогічного інституту імені В. І. Леніна. 2005 року захистила кандидатську дисертацію «Бородінська битва: джерела, історіографія, проблеми історичної реконструкції».
Працювала в Державному Бородінському військово-історичному музеї-заповіднику, музеї-панорамі «Бородінська битва», нині — завідувач відділу образотворчих фондів Державного музею О. С. Пушкіна у Москві.
2002 року нагороджена Подячним листом міністра культури Російської Федерації за створення основної експозиції «Битва гігантів» на Бородінському полі.
Автор близько 200 статей про франко-російську війну 1812 року та Наполеонівські війни, а також книг:
- «Бородіно. Легенда і дійсність» (Москва, 2002),
- «Ратні поля Росії. Бородінська битва» (Воронеж, 2004),
- «Повсякденне життя російського офіцера епохи 1812 року» (Москва, 2008).